# 国際俳優連盟
国際俳優連盟（こくさいはいゆうれんめい、フランス語: Fédération Internationale des Acteurs, FIA）は、各国の俳優の労働組合をまとめる労働組合の国際組織である。

## 歴史
1952年にイギリス俳優協会とフランス舞台芸術家連合の主導で設立された。ロゴマークはジャン・コクトーがデザインした。1970年に国際バラエティ・アーティスト連盟が合流した。
この連盟は長年にわたり、西側諸国が中心の国際自由労働組合総連盟(ICFTU)や東側諸国が中心の世界労働組合連盟(WFTU)から独立していた。そのため、冷戦下においてもこの連盟には資本主義国と社会主義国の両方の組合が加盟していた。
1997年、国際芸術・エンターテインメント連盟に加盟した。

## 歴代の代表者

### 事務局長
1952年: Pierre Chesnais
1968年: Rolf Rembe
1974年: Gerald Croasdell
1983年: Rolf Rembe
1991年: Michael Crosby
1996年: Katherine Sand
2001年: Dominick Luquer

### 代表
1952年: ジャン・ダルカント / ジェラール・フィリップ
1956年: Gordon Sandison
1958年: フェルナン・グラヴェ
1964年: Rodolfo Landa
1967年: Vlastimil Fisar
1970年: Pierre Boucher
1973年: France Delahalle
1982年: Peter Heinz Kersten
1992年: Tomas Bolme
2008年: Agnete Haaland
2012年: Ferne Downey
2021年: ガブリエル・カーテリス